# FC Bohemians 1905 Praag
Bohemians Praag 1905 is een Tsjechische voetbalclub uit de hoofdstad Praag.

## Geschiedenis

### Ontstaan
De club werd in 1905 als AFK Vršovice gesticht (Vršovice is een voorstad van Praag). In 1927 toerde de club door Australië, omdat de Australiërs Vršovice niet kenden besloot de club onder de naam Bohemians aan te treden (Praag ligt in de streek Bohemen). De club kreeg twee kangoeroes cadeau en de Kangoeroes zou voortaan de bijnaam van de club worden. Terug in Tsjecho-Slowakije besloot de club om daar ook als Bohemians door het leven te gaan.
De club speelde in de hoogste klasse van 1925 tot 1935 en weer van 1940 tot 1944. Na de Tweede Wereldoorlog speelde de club op enkele onderbrekingen (1952/53, 1955-57, 1965/66, 1968/69, 1971/72) na in de hoogste klasse. In 1982 won de club de Tsjechische beker maar in de finale om de Tsjecho-Slowaakse beker verloor de club van het Slowaakse Slovan Bratislava. Een jaar later werd de club wel landskampioen. In de Europacup I won de club van het Turkse Fenerbahçe met 0-1 en 0-4, in de tweede ronde won Bohemians de thuiswedstrijd met 2-1 van Rapid Wien maar in Wenen verloor de club met 1-0 en ging Rapid op basis van de uitdoelpunten naar de derde ronde. Nog enkele jaren eindigde de club hoog maar eind jaren 80 speelde de club tegen de degradatie die in 1993 niet meer vermeden kon worden.

### Ondergang
De nieuwe Tsjechische competitie zonder de Slowaakse clubs was niet veel beter voor de club en na 2 seizoenen degradeerde Bohemians. Na 1 seizoen promoveerde de club weer maar degradeerde opnieuw. De volgende terugkeer duurde 2 seizoenen. In 2000 werd de club wel verrassend 7de in de eindrangschikking. In 2001 werd de club 8ste en in 2002 zelfs 4de. Een jaar later degradeerde de club echter. In 2003/04 miste de club net de promotie.
In de winter van 2004/05 kreeg de club met zware financiële problemen te kampen en werd uit de 2de klasse gezet. De club moest zijn schulden terugbetalen of helemaal onder aan de ladder beginnen. De toekomst zag er slecht uit maar de fans van de club leverden een inspanning en zamelden 3 miljoen kroon in. Maar de fans kunnen niet alles betalen en er werd naar een nieuwe sponsor gezocht en die werd gevonden in een Brits bedrijf, New Europe Enterpreneurs Counsellors Company Limited. Het bedrijf bezit 90% van de aandelen en de fans 10%.

### Wederopstanding
Na de overname ging het beter en in 2006/07 wist de club promotie af te dwingen naar de hoogste klasse. Na één seizoen moest de club echter opnieuw afscheid nemen van de hoogste klasse, al zal ook in 2007/08 de naam Bohemians Praag aanwezig zijn in de Gambrinus liga. Nadat Bohemians failliet ging nam de club FC Střížkov Praag 9 de naam Bohemians Praag aan en werd kampioen in de tweede klasse in 2008. Maar na één seizoen degradeerde de club opnieuw. In 2009 werd er opnieuw kampioen gespeeld in de tweede klasse en keerde terug naar de hoogste klasse. Na een twaalfde plaats in het eerste seizoen werd de club zesde in 2011, maar degradeerde het jaar erna weer naar de Druhá liga. In het seizoen 2013/14 trad Bohemians opnieuw aan in de Gambrinus liga.

## Erelijst
| Nationaal tot 1993                      |    |                                    |
| Landskampioen Tsjecho-Slowakije         | 1× | 1982/83                            |
| Winnaar Beker van Tsjecho-Slowakije     | 1× | 1982/83                            |
| Winnaar Beker van Tsjechië (1969-1993)  | 1× | 1982/83                            |
| Finalist Beker van Tsjechië (1969-1993) | 4× | 1941/42, 1979/80, 1980/81, 1982/83 |

## Naamsveranderingen
- 1905 – AFK Vršovice
- 1927 – AFK Bohemians
- 1940 – AFK Bohemia
- 1945 – AFK Bohemians
- 1948 – Železničáři Praag
- 1952 – Spartak Praag Stalingrad
- 1961 – ČKD Praag
- 1961 – Bohemians ČKD Praag
- 1993 – FC Bohemians Praag
- 1999 – CU Bohemians Praag
- 2002 – FC Bohemians Praag
- 2005 – Bohemians 1905
- 2013 – Bohemians Praag 1905

## Eindklasseringen vanaf 1994 (grafiek)
| 14 |

| 15 |

| 4 |

| 16 |

| 3 |

| 1 |

| 7 |

| 9 |

| 4 |

| 15 |

| 3 |

| 16 |

| 4 |

| 2 |

| 15 |

| 1 |

| 12 |

| 6 |

| 15 |

| 2 |

| 14 |

| 8 |

| 9 |

| 13 |

| 7 |

| 13 |

| 8 |

| 10 |

| 14 |

| 4 |

| 13 |

| 10 |

| Fortuna liga | Fotbalová národní liga | ČFL / MSFL |

## Bohemians in Europa
Bohemians speelt sinds 1961 in diverse Europese competities. Hieronder staan de competities en in welke seizoenen de club deelnam:
- Conference League (1x)

2023/24
- Europacup I (1x)

1983/84
- UEFA Cup (8x)

1975/76, 1979/80, 1980/81, 1981/82, 1982/83, 1984/85, 1985/86, 1987/88
- Mitropacup (4x)

1961, 1970, 1987, 1991

## Bekende (oud-)spelers
| - Jaromír Blažek - Kamil Čontofalský - Richard Culek - František Jakubec - Ivan Jaremtsjoek - Martin Kolář - Karol Kisel | - Karlo Lulić - Dominik Mašek - Jan Morávek - Tomáš Necid - Michal Ordoš - Antonín Panenka - Lukáš Pauschek - Jan Rajnoch | - Jan Rezek - Patrik Schick - Milan Škoda - Jan Štohanzl - David Střihavka - Ondřej Švejdík - Stanislav Vlček |

## Trivia
- In 2012 werd de naam van de tramhalte voor het stadion Ďolíček veranderd van Oblouková in Bohemians.
- In Tsjechië is snoep gerelateerd aan de club onder de naam Klokanky.